# Mortal Kombat (film din 1995)
Mortal Kombat este un film fantastic de arte marțiale din 1995, de producție americană, scrise de Kevin Droney, regizat de Paul W. S. Anderson, cu participarea lui Robin Shou, Linden Ashby, Bridgette Wilson, Christopher Lambert, Cary-Hiroyuki Tagawa și Talisa Soto. Bazat pe jocul video Mortal Kombat, filmul este prima parte din seria de filme Mortal Kombat. Povestea sa îi urmărește pe luptătorul Liu Kang, actorul Johnny Cage, și soldata Sonya Blade, toți trei fiind conduși de zeul Raiden, în drumul lor de a-l înfrunta pe zeul-vrăjitor Shang Tsung și forțele sale într-un turneu de salvare a Pământului.
Mortal Kombat, o co-producție dintre Threshold Entertainment și Midway Games, a fost filmat în principal în Los Angeles, dar și în unele locații din Thailanda, și a avut premiera pe 18 august 1995 în Statele Unite. În pofida faptului că a primit recenzii mixte de la critici, filmul s-a dovedit a fi foarte popular și a stat trei săptămâni pe poziția Nr. 1 la box office-ul din SUA, încasând peste 122 de milioane $ în lumea întreagă. Datorită succesului său comercial, filmul mai târziu a dat naștere unui sequel, Mortal Kombat: Annihilation, lansat în 1997, și unui prequel serial televizat, Mortal Kombat: Konquest, lansat în 1998. Un reboot al filmului a fost anunțat de New Line Cinema în 2011.

## Distribuție
- Robin Shou în rolul lui Liu Kang, un fost călugăr Shaolin, care intră în turneu pentru a răzbuna moartea fratelui său. Ca și în majoritate seriilor din jocul Mortal Kombat, Liu Kang este protagonistul principal.
- Linden Ashby în rolul lui Johnny Cage, un superstar de la Hollywood care intră în turneu pentru a demonstra lumii că abilitățile sale sunt reale. Ashby a făcut antrenamente de karate și taekwondo special pentru acest film.[7]
- Bridgette Wilson în rolul lui Sonya Blade, un agent al Forțelor Speciale în urmărirea lui Kano, criminal care l-a ucis pe partenerul ei.[7]
- Christopher Lambert în rolul lui Raiden, zeu al tunetului și protector de Pământului care a îndrumat războinicii în drumul lor.
- Trevor Goddard în rolul lui Kano, un mercenar care își unește forțele cu Shang Tsung.
- Talisa Soto în rolul Prințesei Kitana, fiica vitregă a împăratului din Lumea de Dincolo de care decide să ajute războinici Pământului.
- Cary-Hiroyuki Tagawa în rolul lui Shang Tsung, un puternic, sadistic și perfid vrăjitor. El este antagonistul principal al filmului, care l-a ucis pe fratele lui Liu Kang, Chan.[7]
- François Petit în rolul lui Sub-Zero, unul din rzboinicii lui Shang Tsung, care după cum sugerează și numele său, are capacitatea de a îngheța. Rivalitatea dintre Sub-Zero si Scorpion este menționată doar pentru scurt timp de Shang Tsung la începutul filmului.
- Chris Casamassa în rolul lui Scorpion, unul din rzboinicii lui Shang Tsung, a cărui marcă distinctivă sulița din joc, a fost schimbată pe un element asemănător unui șarpe care iese din palma sa.
- Keith H. Cooke în rolul lui Reptile, o creatură care îl servește pe Shang Tsung. Formă de șopârlă a lui Reptile a fost făcută prin utilizarea imgisticii generate de computer (CGI), în timp ce forma umană personajului a fost portretizată de către Keith Cooke.[7]
- Kevin Michael Richardson îl sonorizează pe Goro, campionul neînfrânt din Mortal Kombat.
- Gregory McKinney în rolul lui Jax, partenerul Sonyei din Forțele Speciale. Steve James a fost inițial selectat pentru a-l juca pe Jax, dar actorul a decedat cu un an înainte de producția filmului.[8]
- Frank Welker îl sonorizează pe Shao Kahn, Împăratul Lumii de Dincolo, care apare la sfârșitul filmului. Welker i-a mai sonorizat pe Reptile și Goro.

Steven Ho a jucat în rolul lui Chan, fratele mai mic al lui Liu Kang, care a fost omorât de Shang Tsung în scena de debut a filmului. Peter Jason apare ca Master Boyd, un sensei al lui Johnny Cage. Alți artiști marțiali creditați pe ecran sunt Kenneth Edwards (Art Lean) și Hakim Alston (călugărul bătăuș de pe plajă).
Sandy Helberg apare pe un scurt timp la începutul filmuli, ca regizor al ultimului film al lui Cage (inițial, în această parte era preconizată o apariție cameo a lui Steven Spielberg, dar constrângerile de program (timp) l-au forțat să se retragă; personajul "regizor" în această scenă încă mai seamănă cu Spielberg.)